# Djelloul Khatib
Djelloul Khatib (alias comandante Djelloul), nacido el 8 de octubre de 1936 en Argel y fallecido el 6 de febrero de 2017, fue un independentista y alto funcionario argelino.
Durante la guerra de la independencia, contribuyó a la profesionalización del ALN (Ejército de Liberación Nacional). Participó activamente en la creación del Estado y en la administración de la Argelia independiente y desarrolló una carrera como gran funcionario del Estado.

## Biografía

### Guerra de independencia
Niño de la Casba de Argel, participó en la batalla de Argel en 1956, y luego fue enviado por el ALN (Ejército de Liberación Nacional) a Egipto para completar su formación militar. Fue movilizado durante la crisis de Suez y luchó en Port Said.

Djelloul Khatib junto a otros jóvenes oficiales de la ALN
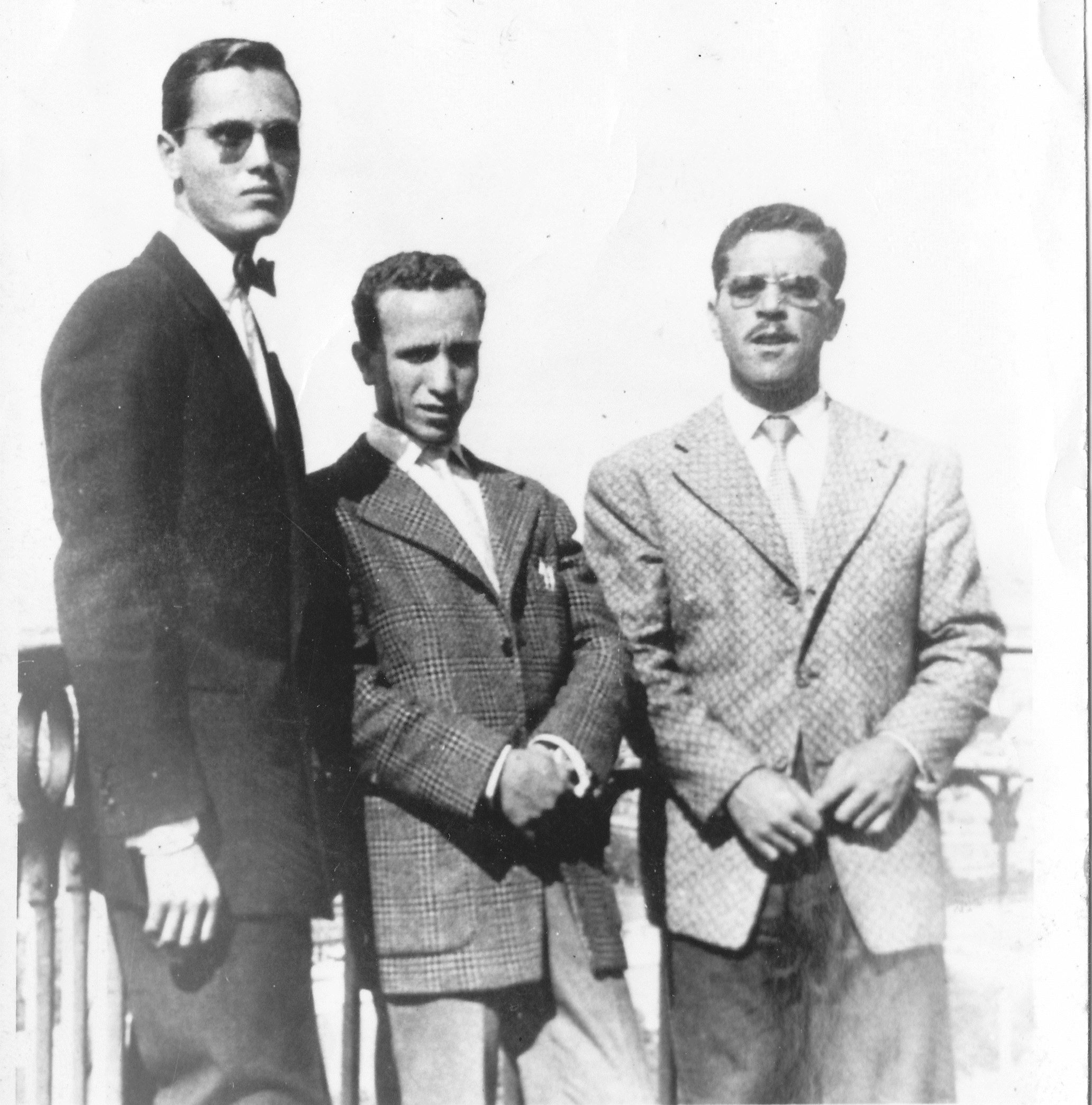
Mohamed Chebila, Djelloul Khatib y Mouloud Khatib (este último cayó en el campo del honor junto al coronel Amirouche en 1959), Túnez, 1957.
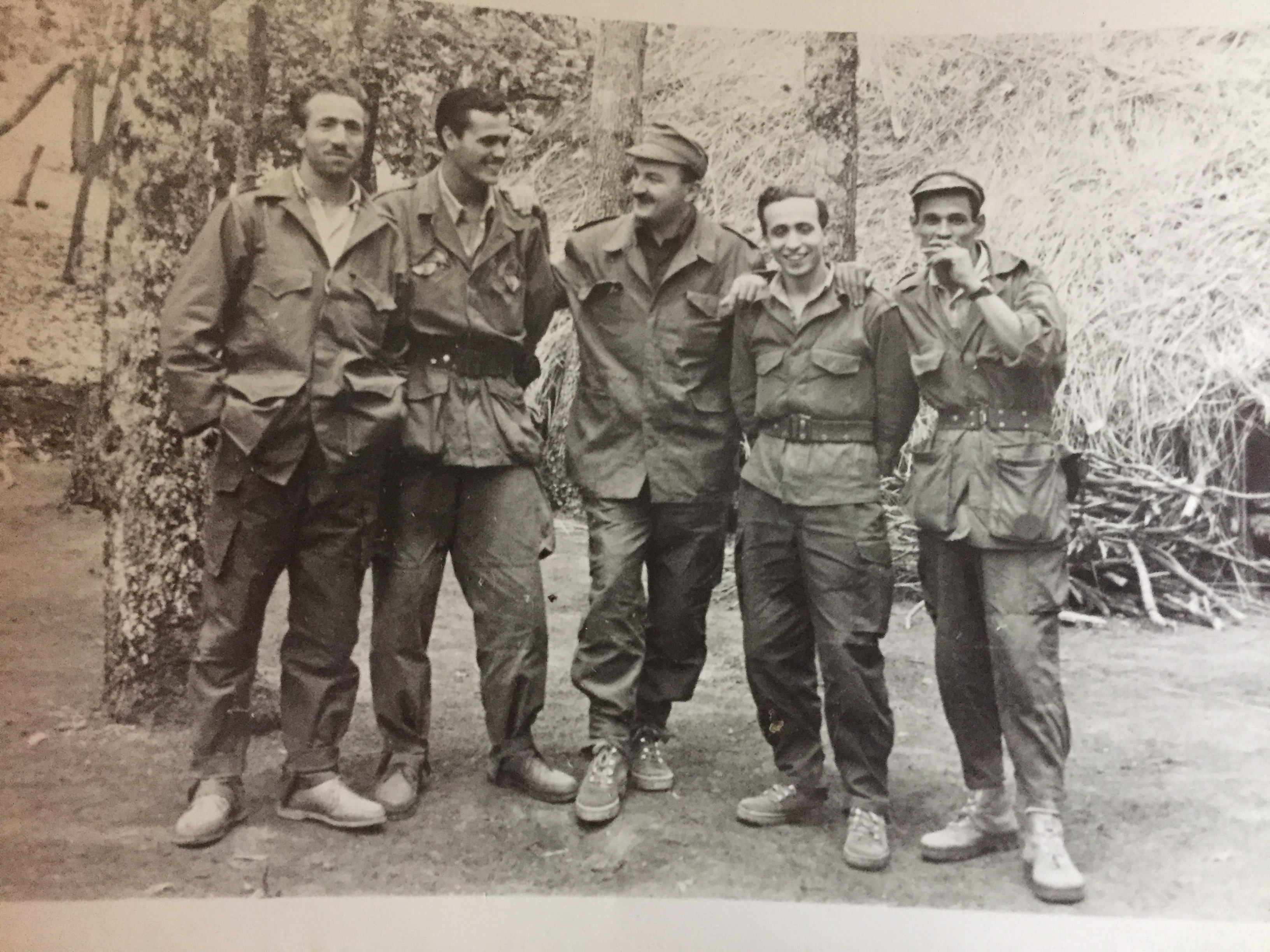
Primera compañía del 2.º batallón, base del Este, alrededor de 1957-1958, Tahar Zbiri, Mohamed Chebila, Aek Laribi, Djelloul Khatib y Said l'Indochine.
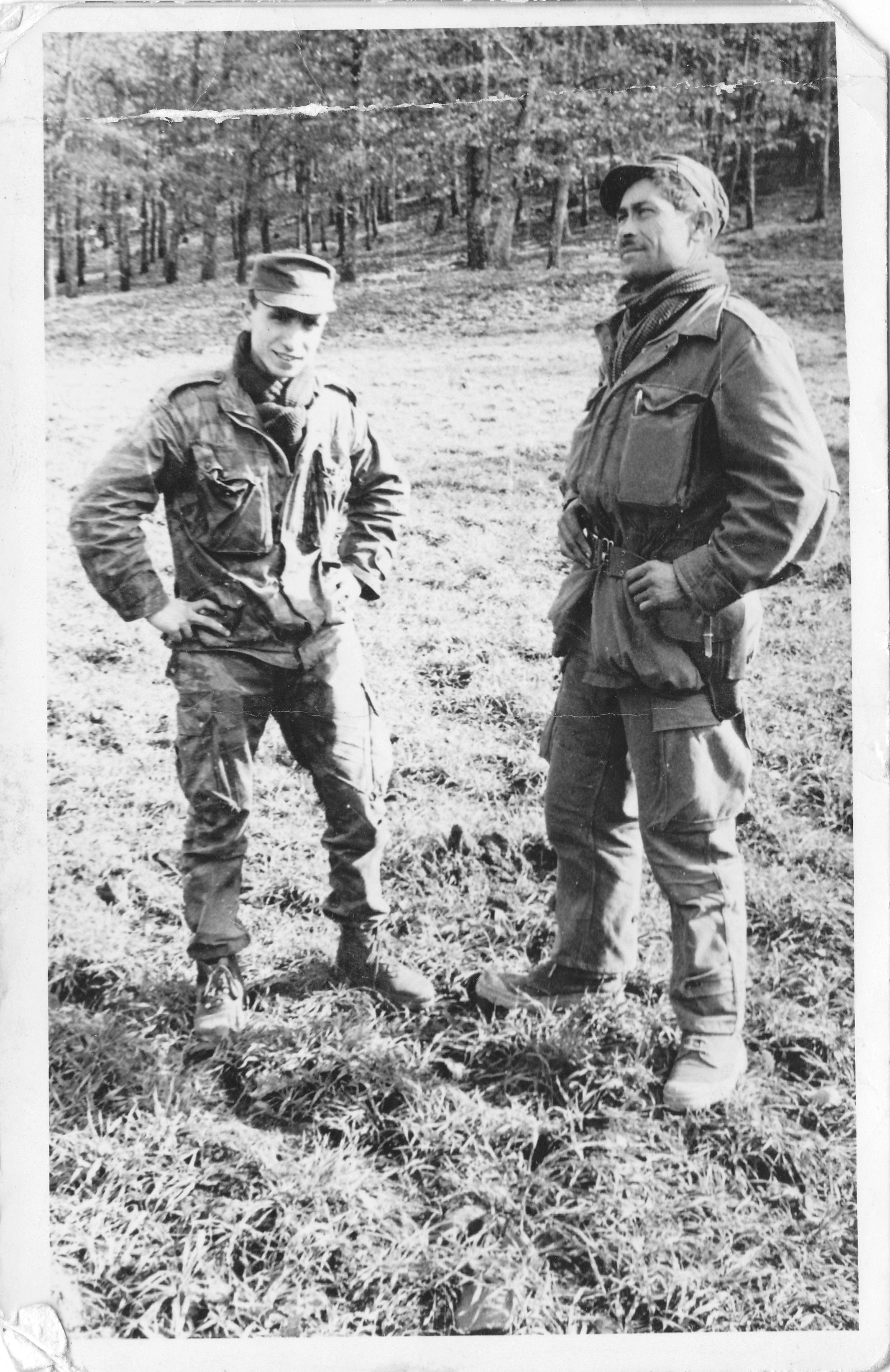
Djelloul Khatib y Taib rafale, Maquis de la Zona Norte, 1957.

Se incorporó a la base del este de Túnez  y fue ascendido a oficial de la ALN. Se incorporó a la primera compañía de transporte encargada de transportar armas y municiones al maquis del Valiato III (Cabilia). En calidad de tal, actuó como oficial de enlace entre el Estado Mayor de la ALN y las unidades combatientes del WValiato I (Aurés) y Wilaya III (Cabilia), teniendo que cruzar la línea Morice en varias ocasiones. Una de sus primeras tareas fue ponerse en contacto con el coronel Amirouche, uno de los héroes de la guerra de independencia.

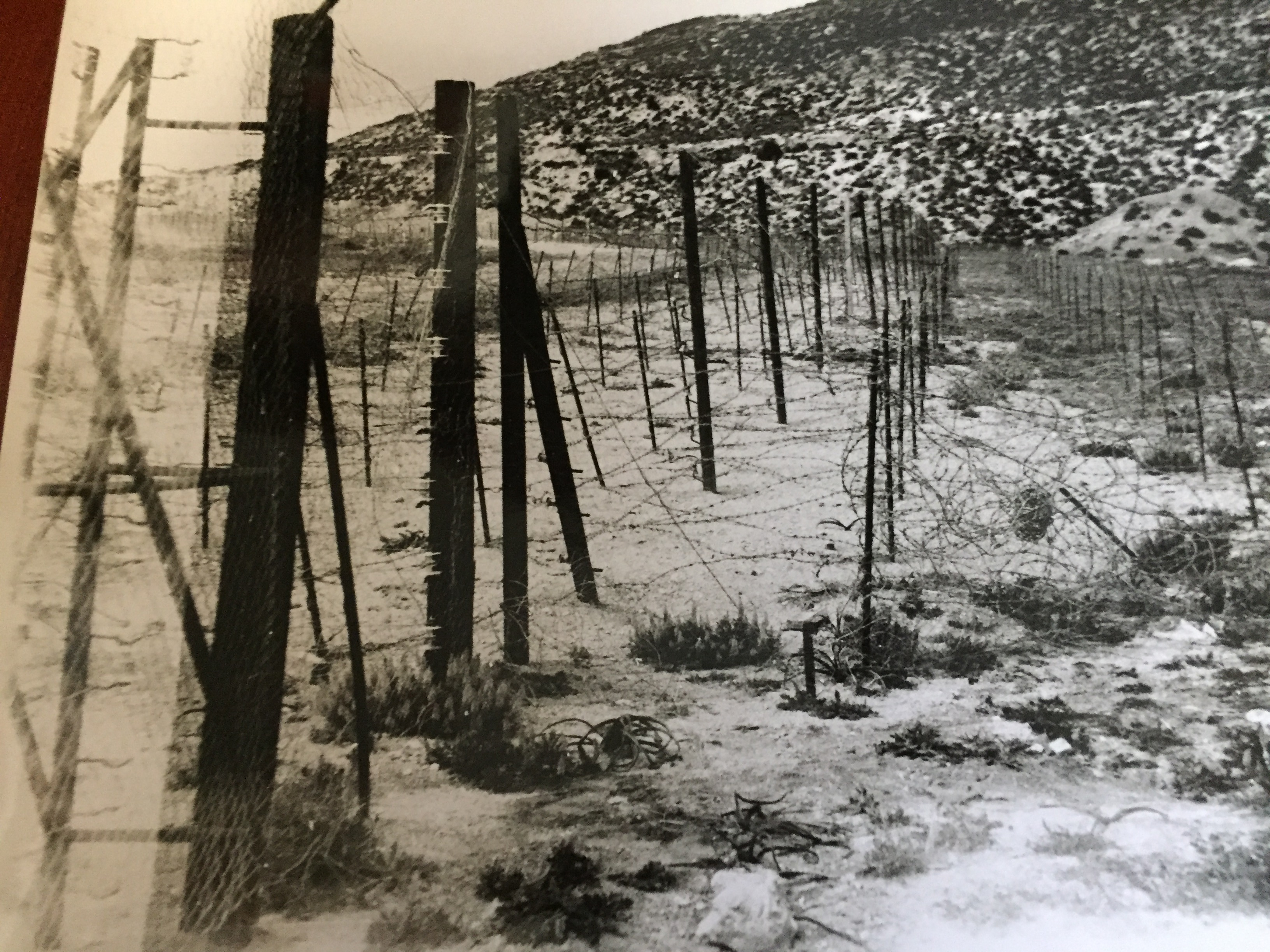
Linea Morice, hacia 1958-1959.
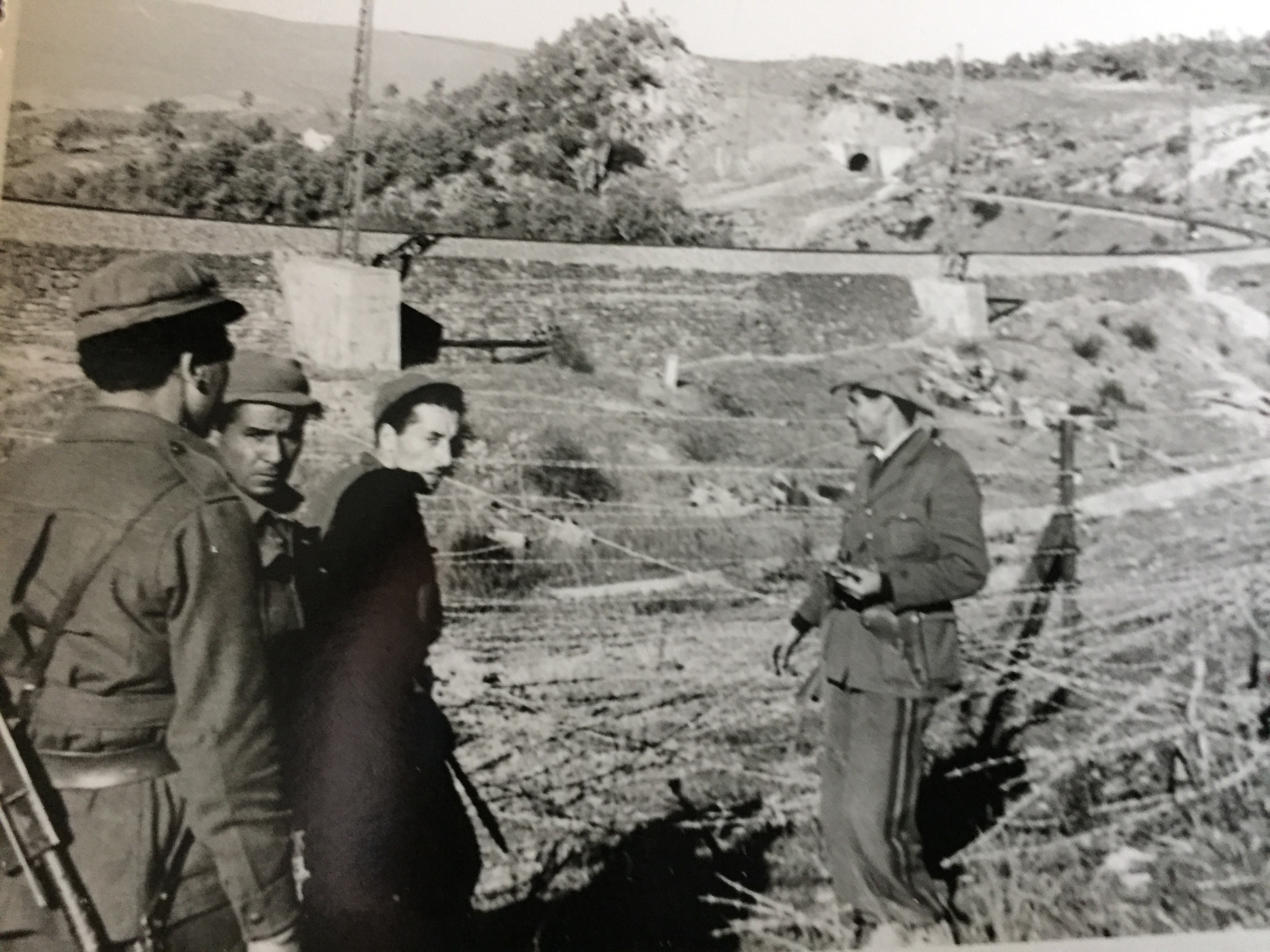
Inspección de la línea Morice por parte de la ALN frente a la línea ferroviaria de Ouenza, hacia 1958-1959. En primer plano Abderrahmane Bensalem, uno de los principales líderes de la base del este.
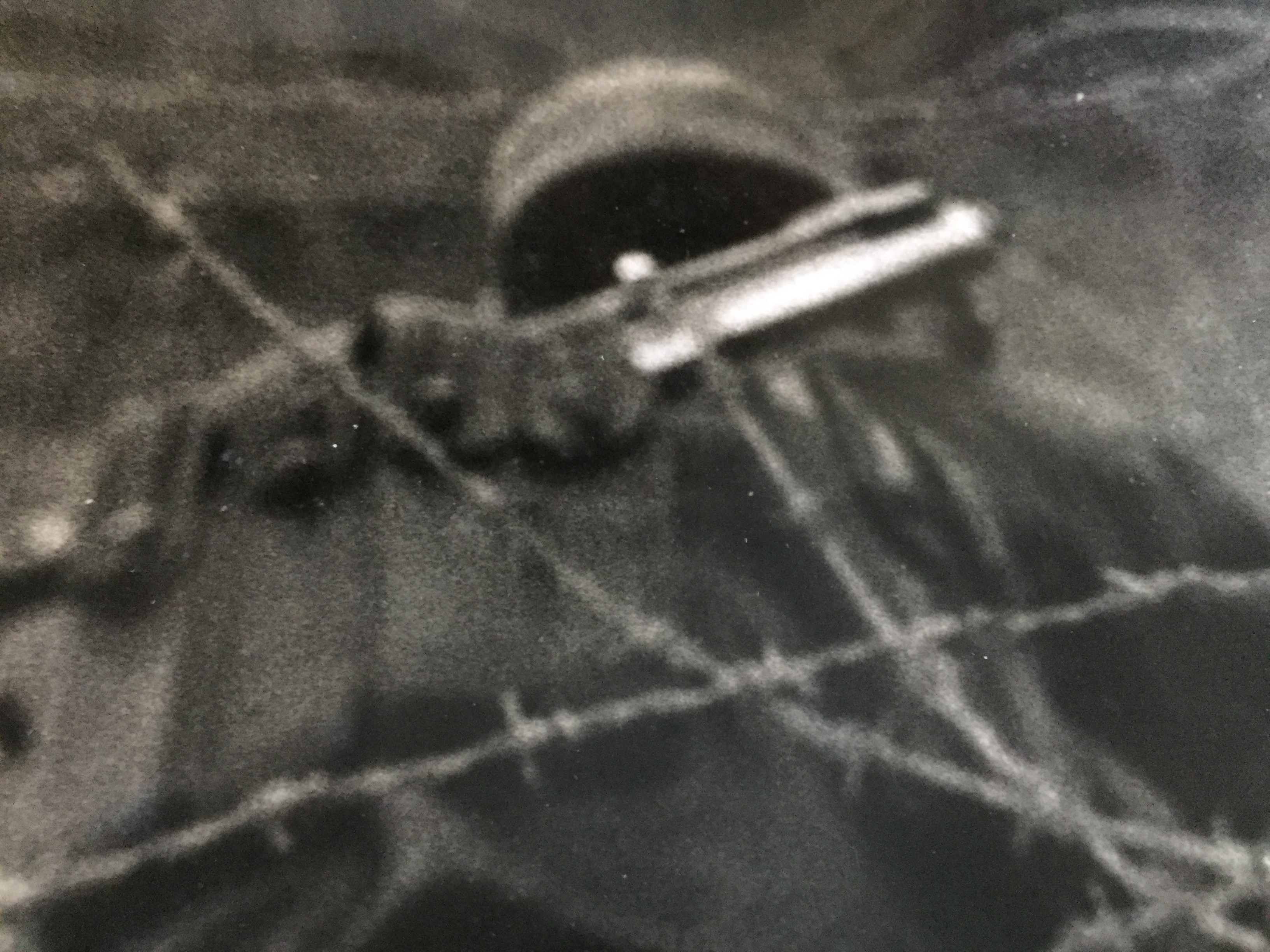
Passo de la línea Morice por l'ALN, hacia 1958-1959.
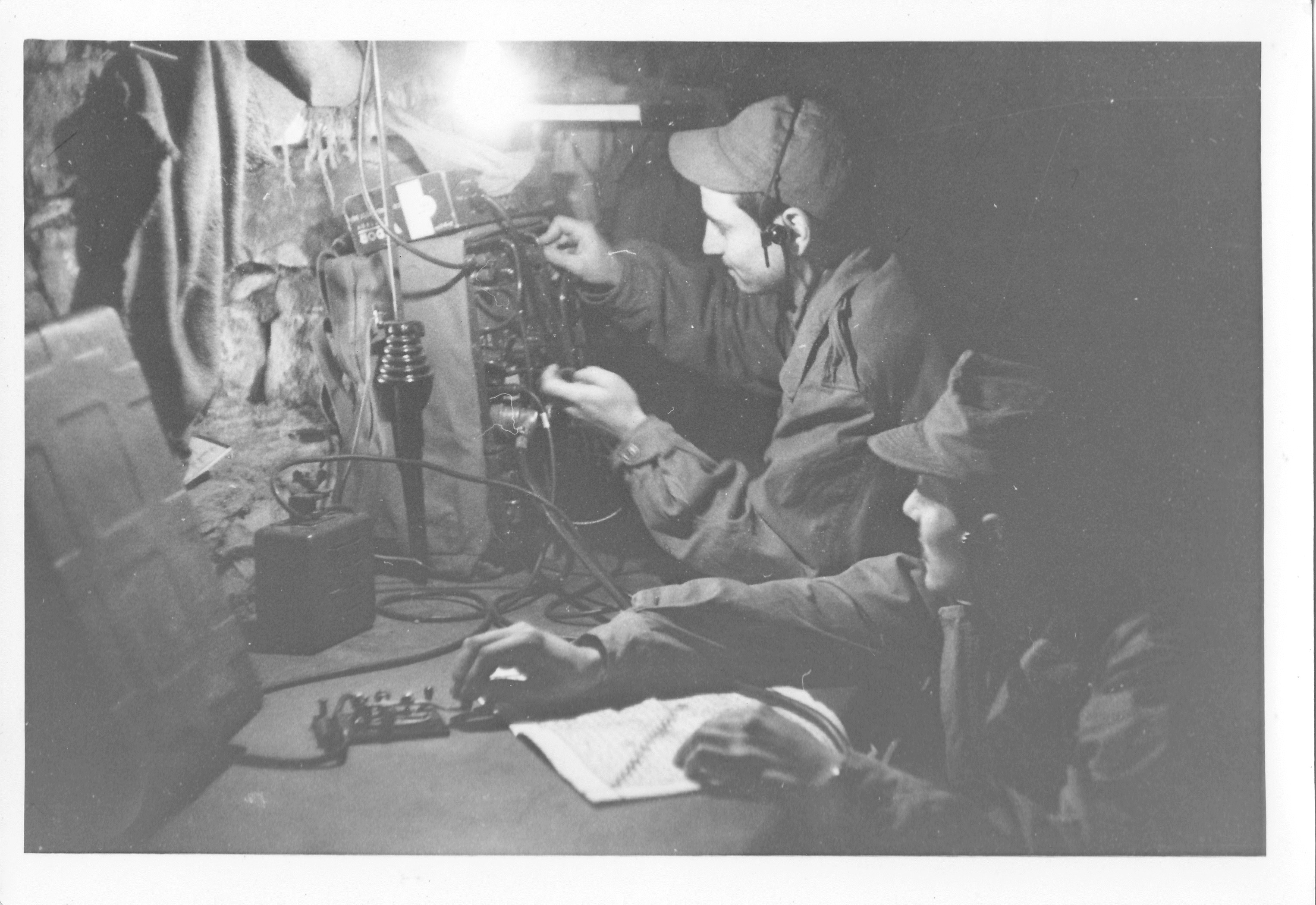
Servicio de transmisión, base del este, 1958.
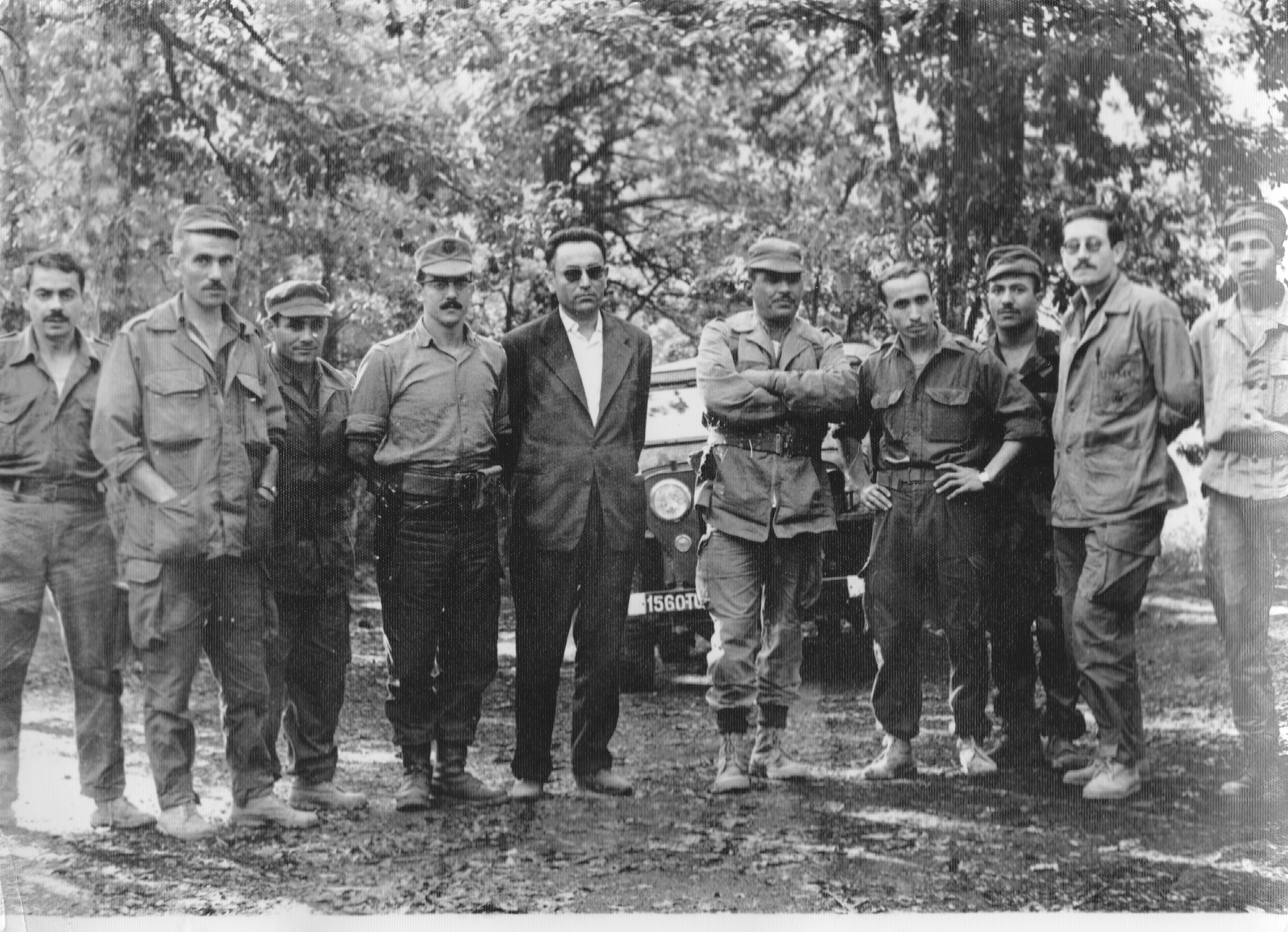
Chadli Bendjedid, Mohamed Abdelghani, Benyoucef Benkhedda, Abderrahmane Bensalem, Djelloul Khatib, hacia 1960-1961, ÉEstado Mayor General (EMG), Zona Norte.

Para dar mayor visibilidad internacional a la lucha por la independencia, se pidió a Khatib Djelloul fque se encargara de trasladar a varios periodistas de la frontera tunecina a las unidades combatientes del interior. En particular, colaboró con Nevill Barbour, investigador de la Universidad de Oxford y periodista de la BBC, con Stevan Labudovic   de la agencia yugoslava Filmske Novosti, con el fotógrafo de guerra alemán Dirk Alvermann  y con Nino Pulejo, periodista de la revista italiana l'Europeo. También contribuyó a la creación del servicio de transmisión y del código morse con otros jóvenes cuadros de ALN.
En 1958, fue nombrado secretario general de la Zona Norte y luego del Estado Mayor General de la ALN. Bajo el mando de Houari Boumédiène, ayudó a construir, con otros oficiales como Abdelkader Chabou y Slimane Hoffman, verdaderas bases de refuerzo militar en las fronteras y contribuyó a la profesionalización del ALN. A partir de entonces, se convirtió en uno de los colaboradores más cercanos de Houari Boumédiène.

### Política

#### Secretaría General del Ministerio de Defensa y de la Presidencia

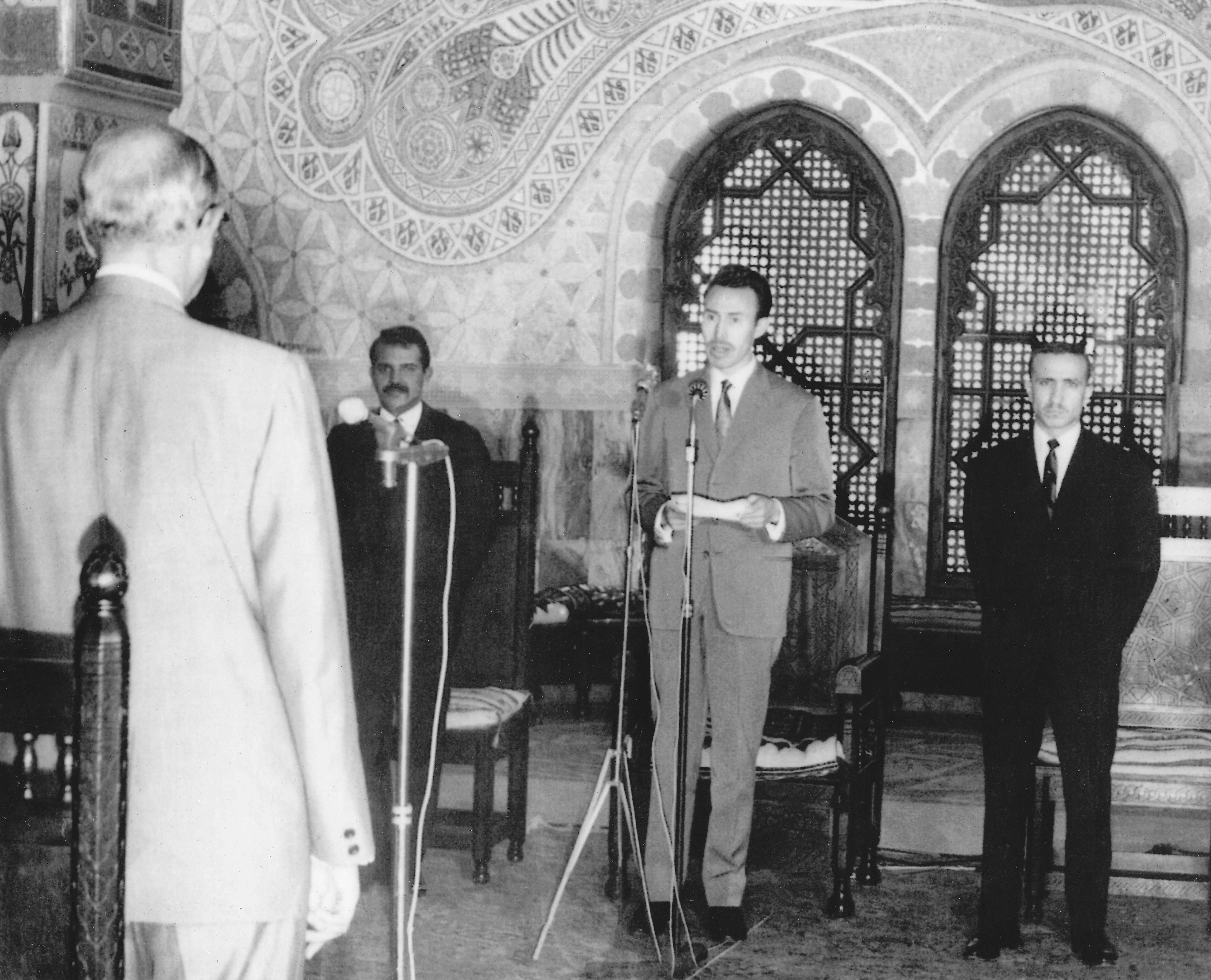
El Presidente Houari Boumédiène con Abdelaziz Bouteflika, Ministro de Asuntos Exteriores, y Djelloul Khatib, Secretario General de la Presidencia, presentación de las credenciales del Embajador de Estados Unidos, Palais du Peuple, Argel 1967.

Una vez alcanzada la independencia, fue nombrado, a los 26 años, Secretario General del Ministerio de Defensa Nacional (1962-1965) y luego Secretario General de la Presidencia (1965-1970).
A continuación, Houari Boumédiène le confió la tarea de pilotar numerosas iniciativas que marcaron su presidencia. Creó el COMEDOR, un centro de estudios encargado del desarrollo del Gran Argel y compuesto por arquitectos de renombre internacional como Oscar Niemeyer.
En 1966, organizó la repatriación de las cenizas del emir Abd al-Qádir. Dirigió las negociaciones que condujeron al acuerdo franco-argelino de 1968. Fue uno de los responsables del éxito del Festival panafricano de 1969 en Argel. También se encargaó de coordinar varias visitas del Che Guevara a Argel. También participó en la organización del encuentro  entre el senador Edward Kennedy y Houari Boumédiène en 1966. Este encuentro permitió establecer una asociación entre ambos países en el sector de los hidrocarburos.

#### Oscar Niemeyer
Fue en su calidad de director deL COMEDOR que trabajó intensamente con Oscar Niemeyer. Esta colaboración permitió la realización de numerosos y ambiciosos proyectos, como la primera universidad de la Argelia independiente, en Constantina. Otros proyectos, aunque no se hayan realizado, siguen siendo elementos esenciales de la obra de Niemeyer (mezquita de Argel, centro cívico de Argel).·

#### Valiatos
Djelloul Khatib fue nombrado entonces valí (prefecto) de Batna (1973-1976), Constantina (1976-1980) y Orán (1980-1982).

#### Secretario de Estado de la Función Pública

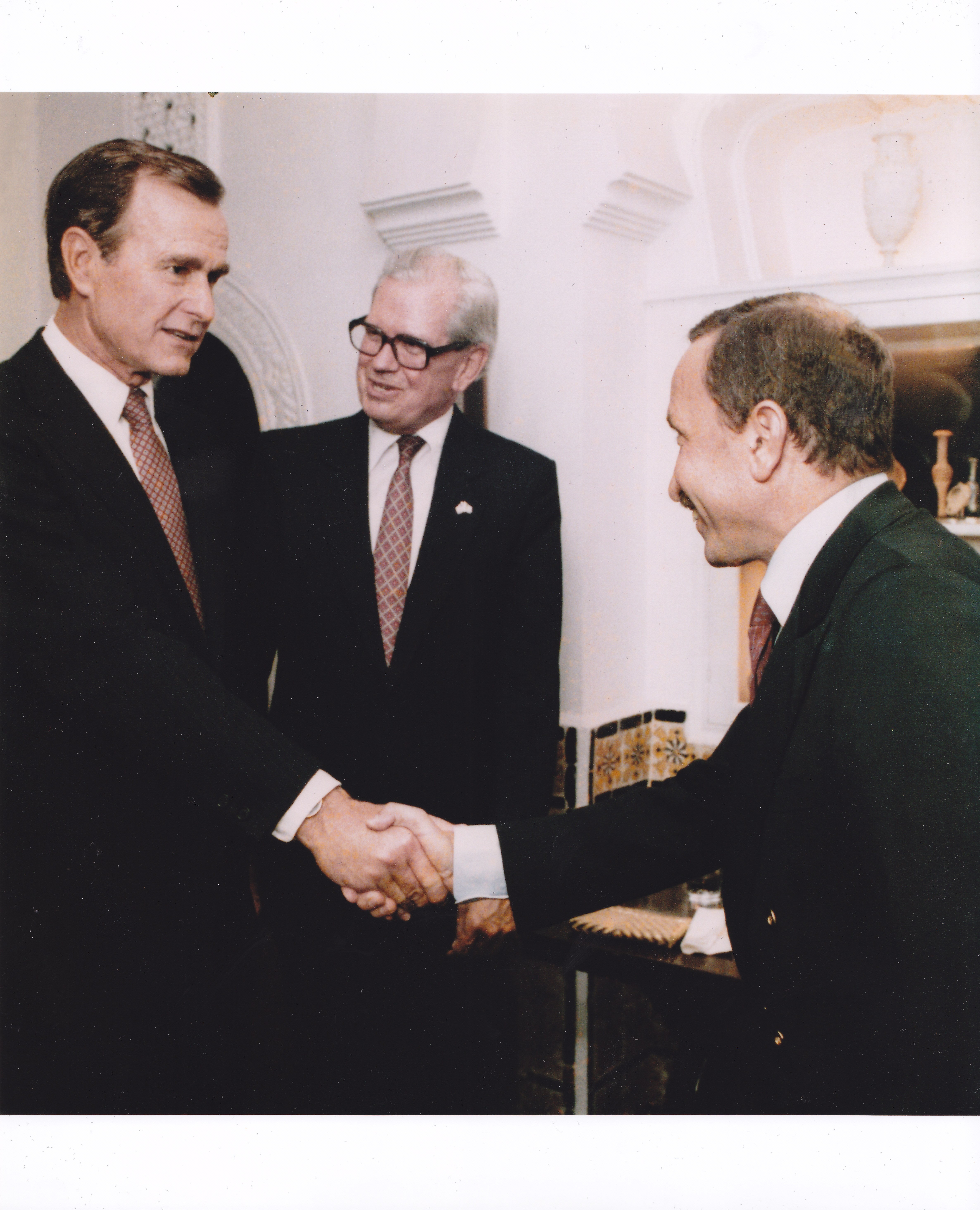
El vicepresidente George H. W. Bush y Djelloul Khatib, Argel, 1983.

Fue nombrado Secretario de Estado de la Función Pública (1982-1984) en el gobierno de Mohamed Ben Ahmed Abdelghani. A continuación, el primer ministro le encargó la coordinación de la visita de George H. W. Bush en 1983, la primera visita de un vicepresidente de los Estados Unidos a Argelia.

#### Embajador

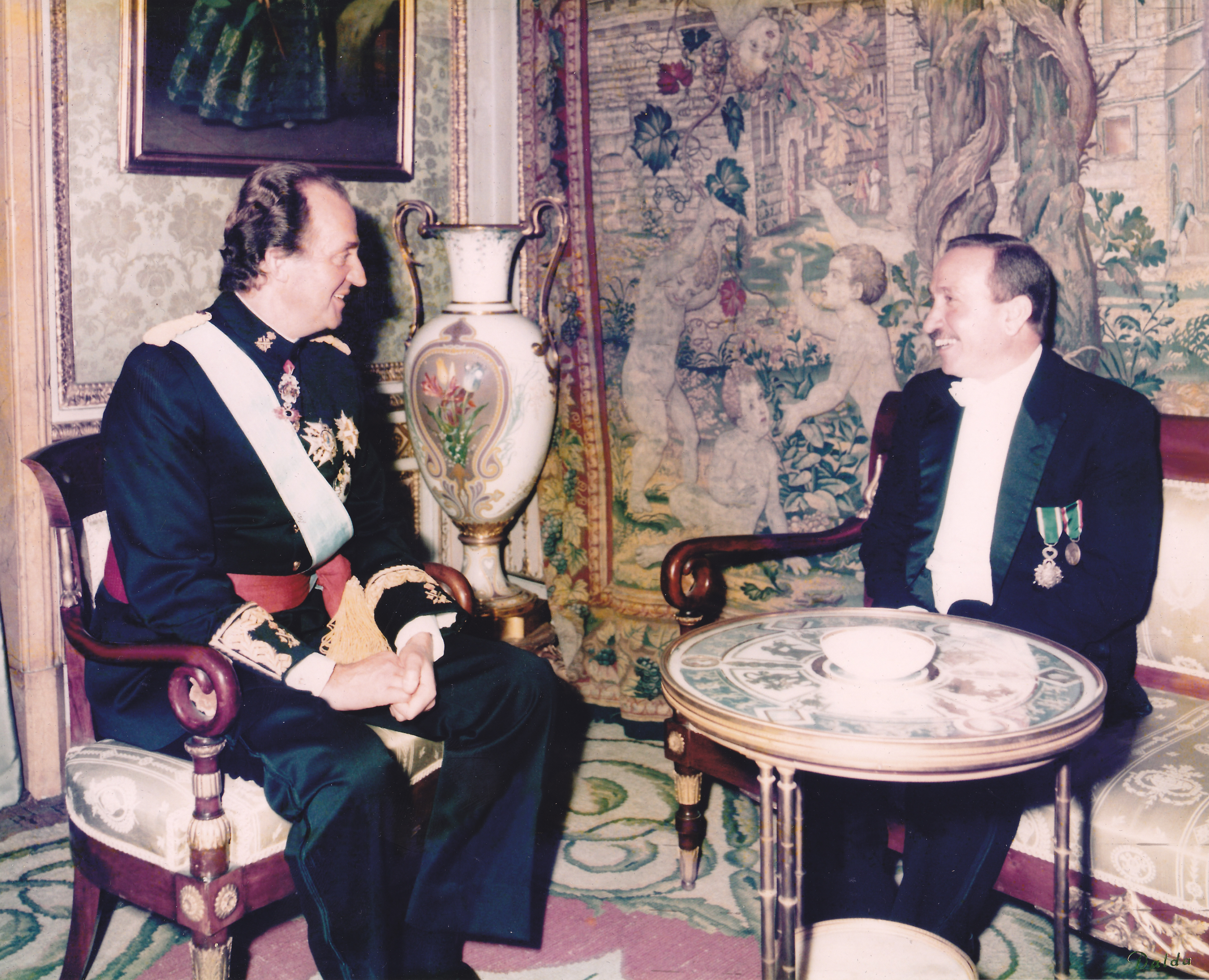
S.M. Juan Carlos I y Djelloul Khatib, Madrid, 1988.

Fue nombrado embajador en Argentina (1984-1988)27 e intensificó la cooperación económica y técnica entre ambos países, especialmente en el ámbito de la energía nuclear civil. Estos esfuerzos llevaron a la construcción del reactor nuclear de Draria en Argelia en 1989. El presidente argentino, Raúl Alfonsín, le concedió la Orden del Libertador San Martín.
En España,  donde fue embajador de 1988 a 1989, consiguió el apoyo político necesario para la construcción del gasoducto Magreb-Europa. También facilitó las conversaciones sobre el conflicto vasco.